# 700 (szám)
A 700 (hétszáz) a 699 és 701 között található természetes szám. Mivel osztható számjegyeinek összegével, így Harshad-szám. Négy egymást követő prím összege (167 + 173 + 179 + 181).

## Egyéb területeken
- Egy Amerikában sugárzó keresztény TV-társaság egyik műsorának a címe.